# Holotelson tuberculatus
Holotelson tuberculatus är en kräftdjursart som beskrevs av Richardson1909. Holotelson tuberculatus ingår i släktet Holotelson och familjen klotkräftor. Inga underarter finns listade i Catalogue of Life.